# Rebutia senilis lilacino-rosea
Mezi různými formami druhu Rebutia senilis tvoří varieta lilacino-rosea zajímavou odchylku barvou květů, podle které dostala své jméno, lilacino-roseus znamená fialově růžový.

## Rebutia senilisBackeb. var.lilacino-roseaBackeb.
asi ref: Backeberg, Curt; in Backeberg C. et Knuth F.M., Kaktus-ABC, p. 278, 516, 1936
Sekce Rebutia, řada Senilis
Synonyma: 

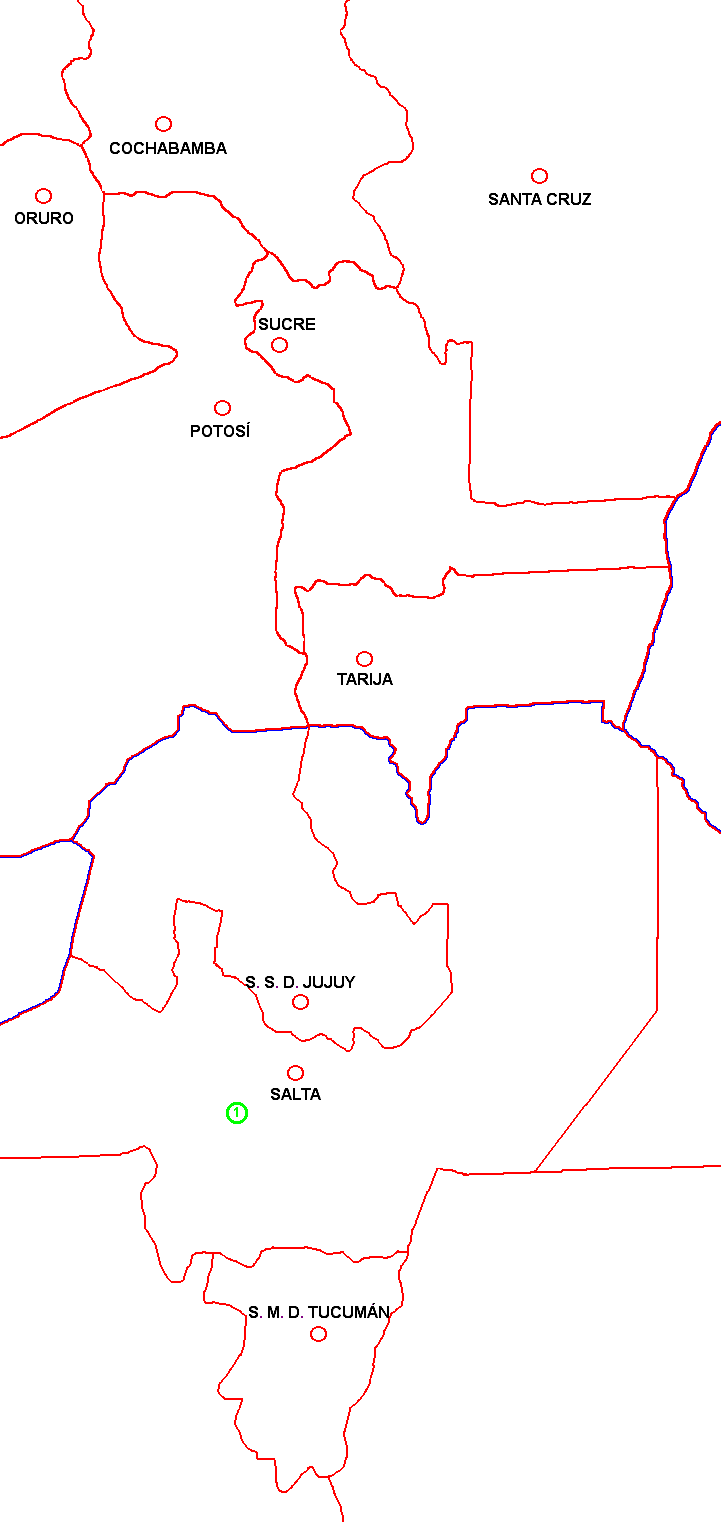
Mapa rozšíření R. senilis var. lilacino-rosea

- Rebutia senilis Backeb. f. lilacino-rosea (Backeb.) Buin. et Don.; Sukkulentenkunde, 7/8: 99, 1963

### Popis
Stonek zpočátku ploše kulovitý, jednotlivý, později kulovitý až slabě protáhlý, odnožující, až 70 mm široký a 80 mm vysoký, s vláknitými kořeny; pokožka sytě zelená. Žebra zcela rozložená v nízké okrouhlé hrbolky; areoly okrouhlé, asi 1 mm široké, bíle plstnaté. Trny početné, přilehlé až odstávající, těžko rozlišitelné na okrajové a středové, v počtu asi 25, 5–10 mm dlouhé, čistě bílé.
Květy asi 30 mm dlouhé a 35 mm široké, fialově růžové; květní trubka štíhle nálevkovitá, rovnoměrně se rozšiřující, vně stejně jako květní lůžko pokrytá nahnědle červenými, holými šupinami; okvětní lístky kopinaté, s krátkou tmavší špičkou, dosti jednotně fialově růžové; nitky bělavé, prašníky nažloutlé; čnělka narůžověle bílé, po celé délce volná, blizna se 4–5 roztaženými, bělavými rameny blizny přesahující nejvyšší prašníky. Plod ploše kulovitý, nažloutle červený. Semena podlouhlá, asi 1 mm dlouhá, testa leskle černá, hilum bílé.

### Variety a formy
R. senilis var. lilacino-rosea je málo proměnlivý taxon. Drobné rozdíly ve tvaru těla a částečně i v otrnění jsou jen důsledkem kultury. Wessnerem byla tato varieta kdysi nabízena pod číslem Wessn. 9429b. V novější době byl jako R. senilis var. lilacino-rosea označen sběr L 560.

### Výskyt a rozšíření
R. senilis var. lilacino-rosea pochází z Argentiny, ze stejné oblasti jako R. senilis var. senilis, z horní části Quebrada de Escoipe. U sběru L 560 bylo jako místo nálezu uvedeno Argentina, provincie Salta, 10 km sz. od Antilla, v nadmořské výšce 1300–1500 m.